# Chihiro
«Chihiro» — песня американской певицы и автора-исполнителя Билли Айлиш из её третьего студийного альбома Hit Me Hard and Soft (2024), который был выпущен 17 мая 2024 года на лейблах Darkroom и Interscope Records. Айлиш написала песню вместе с её продюсером, Финнеасом О’Коннеллом.

## Предыстория и релиз
12 апреля 2024 года в интервью с Зейном Лоу из Apple Music Айлиш показала 15-секундный фрагмент песни «Chihiro» из своего третьего студийного альбома Hit Me Hard and Soft (2024). Песня была названа «Chihiro» в честь Тихиро Огино (яп. 荻野 千尋 Огино Тихиро), главной героини анимационного фильма студии Ghibli 2001 года «Унесённые призраками» японского режиссёра Хаяо Миядзаки. «Chihiro» была представлена вместе с песнями «Lunch» и «L’Amour de Ma Vie» на фестивале Коачелла 2024 года. 10 мая 2024 года Айлиш выпустила 49-секундный клип на песню «Chihiro» в рамках Fortnite Festival на YouTube-канале Fortnite Festival, так как было подтверждено, что песня будет включена в качестве бэк-трека в третий сезон Fortnite Festival.
«Chihiro» — третья песня с третьего студийного альбома Hit Me Hard and Soft, выпущенного 17 мая 2024 года на лейблах Darkroom и Interscope Records. Она была написана Айлиш и её братом и частым соавтором Финнеасом, который также выступил продюсером песни. Она была записана в их родном городе Лос-Анджелесе. В интервью Энджи Мартоккио из Rolling Stone Айлиш сказала:
Песня в значительной степени основана на этом фильме, который является одним из моих любимых. Это как бы его точка зрения, смешанная с моей. Визуальные эффекты в этом фильме одни из лучших в истории - все эти вещи Studio Ghibli просто невероятны.

## Композиция
«Chihiro» — среднетемповая песня, включающая в себя элементы техно-хауса, R&B и прогрессивного R&B.
В тексте песни Айлиш поёт о чувствах потери и обретения, напоминая персонажа аниме-фильма «Унесённые призраками».

## Музыкальное видео
Информация о клипе на песню «Chihiro» появилась 5 июня 2024 года, когда Айлиш поделилась в своих социальных сетях коротким видео, на котором она бежит по коридору. Премьера клипа состоялась на канале Айлиш Vevo на YouTube в 09:00 по тихоокеанскому летнему времени (PDT) 6 июня. Айлиш выступила режиссёром клипа и снялась в нём вместе с Натом Вольффом.

## Участники записи
- Билли Айлиш — вокал, лирика
- Финнеас — продюсер, лирика, гитара, музыкальное сопровождение

## Позиции в чартах

### Еженедельные чарты
| Чарт (2024)                                  | Высшая позиция |
| -------------------------------------------- | -------------- |
| Аргентина (Argentina Hot 100)                | 85             |
| Австралия (ARIA)                             | 7              |
| Австрия (Ö3 Austria Top 40)                  | 3              |
| Бельгия/Фландрия (Ultratop 50)               | 21             |
| Бельгия/Валлония (Ultratop 50)               | 25             |
| Канада (Billboard Canadian Hot 100)          | 12             |
| Чехия (Singles Digitál Top 100)              | 3              |
| Дания (Tracklisten)                          | 12             |
| Финляндия (Suomen virallinen lista)          | 21             |
| Франция (SNEP)                               | 12             |
| Германия (GfK)                               | 35             |
| Мир (Billboard Global 200)                   | 6              |
| Венгрия (Single Top 40)                      | 13             |
| Ирландия (IRMA)                              | 11             |
| Италия (FIMI)                                | 48             |
| Нидерланды (Single Top 100)                  | 10             |
| Новая Зеландия (Recorded Music NZ)           | 6              |
| Норвегия (VG-lista)                          | 7              |
| Португалия (AFP)                             | 2              |
| Словакия (Singles Digitál Top 100)           | 4              |
| Испания (PROMUSICAE)                         | 24             |
| Швеция (Sverigetopplistan)                   | 23             |
| Швейцария (Schweizer Hitparade)              | 4              |
| Великобритания (OCC UK Singles)              | 7              |
| США (Billboard Hot 100)                      | 12             |
| США (Billboard Hot Rock & Alternative Songs) | 3              |

## Сертификации
| Регион | Сертификация  | Продажи   |
| --- | ------------- | --------- |
| Австралия (ARIA) | 2× Платиновый | 140 000   |
| Бельгия (BEA) | Платиновый    | 40 000    |
| Канада (Music Canada) | 2× Платиновый | 160 000   |
| Франция (SNEP) | Платиновый    | 200 000   |
| Новая Зеландия (RMNZ) | Платиновый    | 30 000    |
| Польша (ZPAV) | Платиновый    | 50 000    |
| Португалия (AFP) | 2× Платиновый | 20 000    |
| Испания (PROMUSICAE) | Золотой       | 30 000    |
| Великобритания (BPI) | Золотой       | 400 000   |
| США (RIAA) | Платиновый    | 1 000 000 |
| Стриминг |               |           |
| Греция (IFPI Greece) | Платиновый    | 2 000 000 |
| Данные о продажах + прослушиваниях приведены только на основе сертификации. · Данные только о прослушиваниях приведены на основе сертификации. |               |           |